# Società Tram Elettrici Mendrisiensi
| Società Tram Elettrici Mendrisiensi | Società Tram Elettrici Mendrisiensi |
| --- | ----------------------------------- |
| Die Remise der ehemaligen Società Tram Elettrici Mendrisiensi in Capolago im Jahre 2012, vor der Halle ein Autobus in oranger VST-Einheitslackierung |                                     |
| Strecke der Società Tram Elettrici Mendrisiensi |                                     |
| Spurweite: | 1000 mm (Meterspur)                 |
| |                                     |

Die Società Tram Elettrici Mendrisiensi, abgekürzt TEM, betrieb eine meterspurige elektrische Strassenbahn im Kanton Tessin, die die Städte Chiasso und Riva San Vitale über Balerna, Mendrisio und Capolago verband.

## Geschichte
Die Società Tram Elettrici Mendrisiensi SA wurde 1907 gegründet, die Bauarbeiten begannen 1908, und der Betrieb wurde 1910 aufgenommen. Der nördliche Ausgangspunkt der Strassenbahn war in Riva San Vitale am unteren Ende des Luganersees. Die Strecke führte danach auf die andere Talseite nach Capolago, wo Anschluss an die SBB, das Schiff und die Generoso-Zahnradbahn bestand. Über Mendrisio und Balerna wurde Chiasso erreicht, wo sich unmittelbar vor dem Grenzübergang nach Italien die Endstation befand. Das Hauptdepot mit Werkstätte befand sich in Chiasso Boffalora, eine Remise wurde in Capolago unterhalten. Die Bahn verlief vollständig in den vorhandenen Strassen und wurde mit 800 Volt Gleichstrom betrieben. Die Streckenlänge betrug 11,9 Kilometer, und es wurden 49 Stationen bedient.
Zwischen Chiasso und Mendrisio verkehrte die Strassenbahn alle 30 Minuten und zwischen Mendrisio und Riva San Vitale stündlich.
Als nach dem Ende des Zweiten Weltkrieges eine Totalsanierung unumgänglich gewesen wäre, entschied man sich für einen Busbetrieb. Die Strecke zwischen Riva San Vitale und Mendrisio wurde 1948, die restliche Strecke von Mendrisio nach Chiasso am 31. Dezember 1950 stillgelegt. Die Società Tram Elettrici Mendrisiensi SA änderte 1953 ihren Namen in Autolinea Mendrisiense SA und betreibt nun die Autobuslinien in Mendrisio.
Das Depot der ehemaligen Strassenbahn in Mendrisio wurde noch bis 2010 von der Autolinea Mendrisiense benutzt, die Remise in Capolago dient immer noch als Garage für die Autobusse der Gesellschaft. Nach der Stilllegung der Strassenbahn wurde das Rollmaterial von der Lugano-Cadro-Dino-Bahn übernommen.

## Finanzierung der Gesellschaft

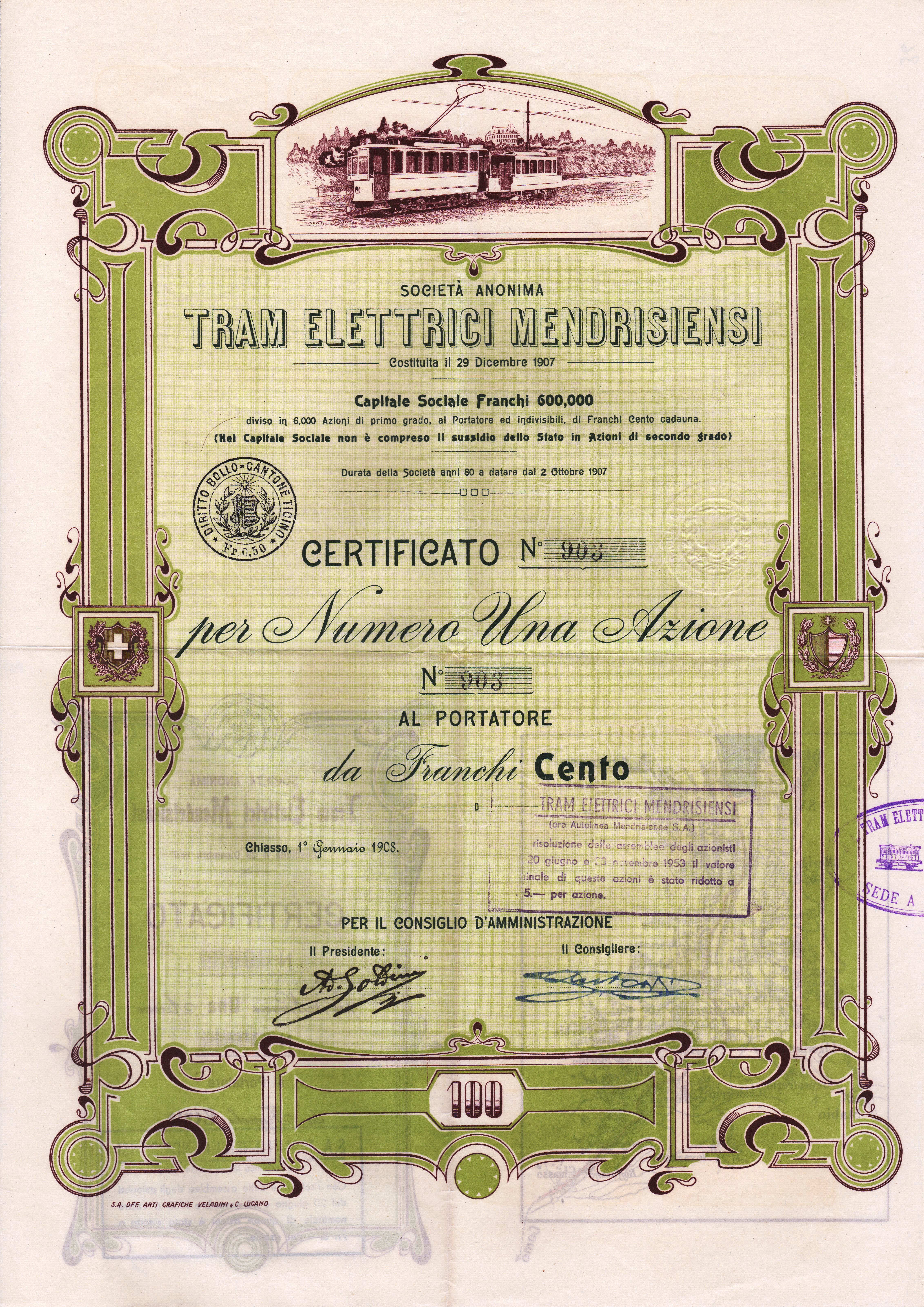
Aktie der Società Tram Elettrici Mendrisiensi vom 1. Januar 1908
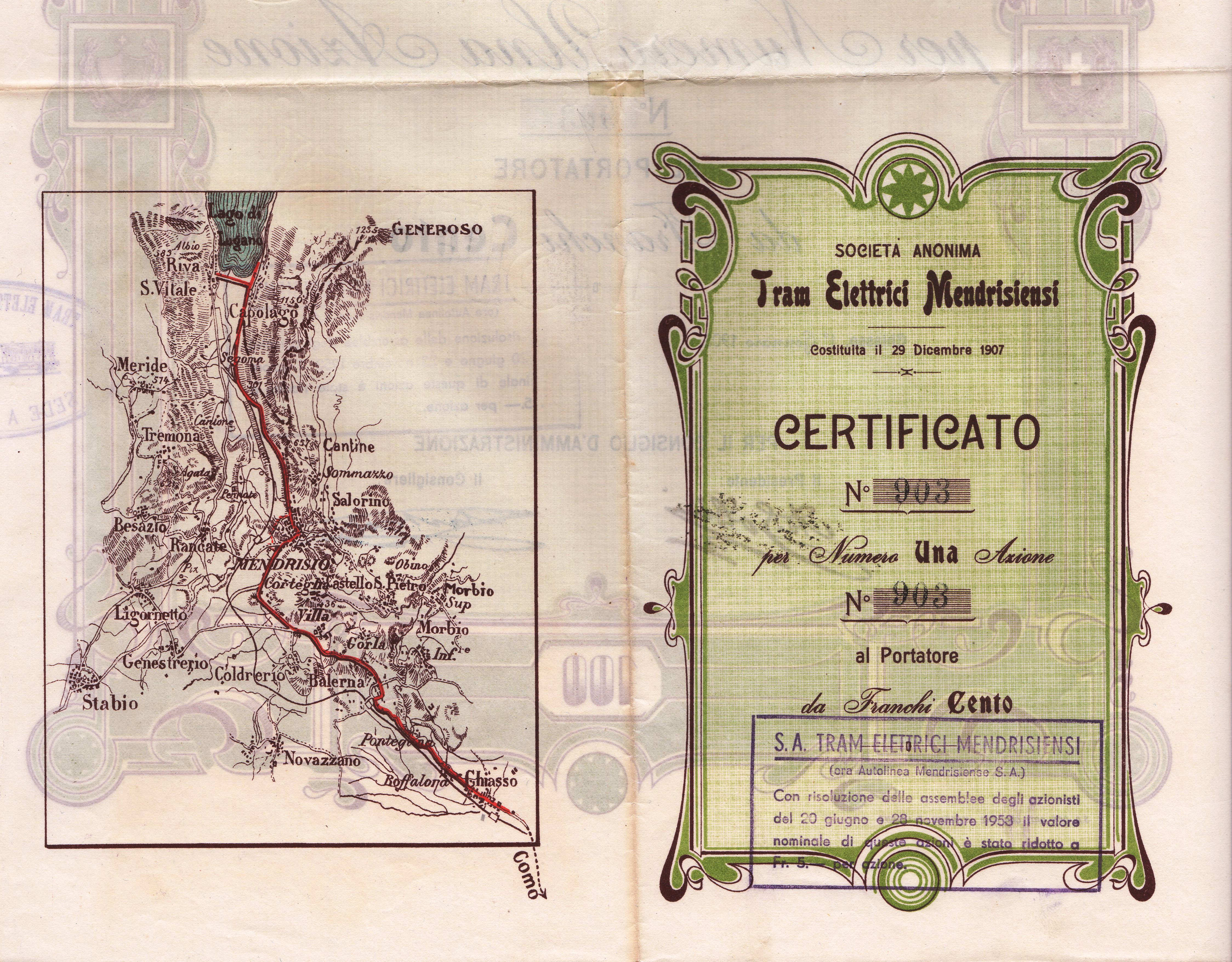
Rückseite der Aktie der Società Tram Elettrici Mendrisiensi

Konstituiert wurde die Società Tram Elettrici Mendrisiensi SA am 29. Dezember 1907. Mit Datum vom 1. Januar 1908 wurden insgesamt 6000 Aktien à 100 Franken emittiert. Diese waren eingeteilt in 1000 Zertifikate über 1 Aktie à 100 Franken, 400 Zertifikate über 5 Aktien à 100 Franken und 300 Zertifikate über 10 Aktien à 100 Franken. Mit Datum vom 20. November 1953 wurden alle Aktien umgestempelt auf «Autolinea Mendrisiensi SA» mit neuem Nennwert von je 5 Franken. Diese sind heute noch gültig.